# 단순청상아리
단순청상아리(Isurus paucus)는 악상어목 악상어과에 속하는 상어의 일종이다. 청상아리속(Isurus)에 속하는 현존 종은 이 종과 청상아리(I. oxyrinchus)뿐이다. 전 세계의 난해 지역의 외양에 널리 분포하고 있다. 최대 몸길이는 5m까지 자랄 수 있다. 청상아리와 많이 닮았지만, 단순청상아리의 가슴지느러미가 더 크다. 포획되는 것은 드물고, 자세한 생태에 관해서 알려진 바는 드물다. 종소명 ‘파우쿠스’(paucus)는 라틴어로 ‘작다’라는 의미로 단순청상아리의 출현률이 낮다는 말에서 유래하였다.